# Antonín Janda
Antonín Janda   (Praga, 21 de setembre de 1892 - Txecoslovàquia, 21 de gener de 1960) és un exfutbolista txec de la dècada de 1910.
Fou 10 cops internacional amb la selecció txecoslovaca amb la qual participà en els Jocs Olímpics d'Estiu de 1920.
Pel que fa a clubs, defensà els colors d'Sparta Praga.